# Heinrich Alfter
Heinrich Alfter (* 19. Dezember 1894 in Eitorf; † 12. September 1951) war ein deutscher Politiker (CDU) und Abgeordneter im Landtag von Nordrhein-Westfalen.

## Leben
Alfter besuchte nach der Volksschule eine Verwaltungsakademie, an der er ein betriebswirtschaftliches Seminar belegte. Im Jahr 1913 lebte er wegen eines Studienaufenthaltes in Belgien und arbeitete nach seinem Studium als Buchhaltungsleiter einer Kammgarnspinnerei. Nach dem Zweiten Weltkrieg wurde er 1945 Vorsitzender der CDU-Ortspartei in Eitorf. Ab 1946 war er Kreistagsabgeordneter des ernannten Kreistags des Siegkreises und von 1946 bis 1948 war er Kreistagsabgeordneter des gewählten Kreistags. Außerdem war er ehrenamtlicher Vorsitzender des Aufsichtsrates der Raiffeisen-Bank eGmbH, Eitorf. Bei der Wahl zum ersten Landtag von Nordrhein-Westfalen wurde Alfter ins Parlament gewählt, dem er vom 20. April 1947 bis zum 17. Juni 1950 angehörte. Er wurde durch ein Direktmandat im Wahlkreis 023 Siegkreis-Nord gewählt.

## Weblink
Heinrich Alfter beim Landtag Nordrhein-Westfalen
| Personendaten    | Personendaten                  |
| ---------------- | ------------------------------ |
| NAME             | Alfter, Heinrich               |
| KURZBESCHREIBUNG | deutscher Politiker (CDU), MdL |
| GEBURTSDATUM     | 19. Dezember 1894              |
| GEBURTSORT       | Eitorf                         |
| STERBEDATUM      | 12. September 1951             |